# دانيال أوكونيل
دانيال أوكونيل (بالإنجليزية: Daniel O'Connell)‏ هو محرر وصحفي وشاعر أمريكي، ولد في 1849 في مقاطعة كلير في جمهورية أيرلندا، وتوفي في 23 يناير 1899 في ساوساليتو في الولايات المتحدة بسبب ذات الرئة.